# Qui è selvaggio
Qui è selvaggio è il terzo album in studio del rapper italiano Primo e del DJ italiano Squarta (entrambi componenti del gruppo musicale Cor Veleno), pubblicato nel 2011.
Elio Germano è protagonista del video In nome del padre tratto dall'album.

## Tracce
Testi di Davide Maria Belardi, eccetto dove indicato, musiche di Francesco Saverio Caligiuri.
1. La mia banda – 3:25
2. La gente dice (feat. Masito) – 4:37 (testo: Davide Maria Belardi, Massimiliano Piluzzi)
3. Cantano tutti – 2:50
4. Il genio dello stereo (feat. Ghemon) – 3:34 (testo: Davide Maria Belardi, Giovanni Luca Picariello)
5. Nun me fanno entrà – 3:36
6. Macumba santa (feat. Lil Grosso) – 3:07 (testo: Davide Maria Belardi, Lil Grosso)
7. Volgare – 2:59
8. In nome del padre – 3:13
9. Il padrone & il presidente (feat.  Tormento) – 4:04 (testo: Davide Maria Belardi, Massimiliano Cellamaro)
10. Supercazzola 1,2,3 – 1:53
11. La pietra dello scandalo – 3:12
12. Vai via (feat. Grandi Numeri & Canesecco) – 3:51 (testo: Davide Maria Belardi, Giorgio Cinini, Alessio Corsetti)
13. Quello che fa stare bene – 2:32
14. Non te penso, non te stimo, non te copio – 2:43
15. Tanti saluti – 3:23